# Waseem Tarar
Predefinição:Db-g1
Waseem Tarar (وسیم تارڑ‎) é um jornalista paquistanês famoso, Urdu colunista e analista político. Sua coluna é publicada regularmente no Diário Paquistão.
Waseem Tarar nasceu em Gujranwala, Paquistão. Estudou ciências políticas em Gujranwala e número escrito de colunas analíticas sobre questões políticas atuais e política interna do Paquistão. Tarar enfrentaram com frequência diferentes advertências por parte de organizações terroristas banda por suas visões anti-terror. Em abril de 2014, ele foi submetido sérias ameaças de terroristas paquistaneses devido a sua crítica lógica contínua sobre o terrorismo no Paquistão. Ele também foi ameaçar várias vezes por Tehrik-i-Taliban Pakistan e Lashkar-e-Jhangvi para apoiar as operações de contra-insurgência do Exército do Paquistão em FATA e Waziristão.